# Beverage Partners Worldwide
Beverage Partners Worldwide (BPW) foi uma joint-venture entre a The Coca-Cola Company e a Nestlé com sede em Zurique, na Suíça. A empresa produz chás prontos para beber na indústria de bebidas.
A empresa administra os negócios do Nestea em 52 países, em colaboração com os parceiros engarrafadores da Coca-Cola, que fazem a produção e a distribuição em seus mercados.

## História
A BPW começou em 1991 como Coca-Cola Nestlé Refreshments Company SA, que foi criada para desenvolver os negócios de café, chocolate e chá prontos para beber em todo o mundo. A The Coca-Cola Company e a Nestlé SA possuem partes iguais na joint-venture. Em 30 de janeiro de 2001, uma unidade do empreendimento mudou seu nome para Beverage Partners Worldwide (BPW) e em 2007 foi reestruturada para se dedicar ao desenvolvimento e comercialização de chá pronto para beber, especialmente o Nestea. Em 2012, decidiu concentrar suas operações na Europa Ocidental e Oriental, Canadá, Austrália, Taiwan, Hong Kong e Macau. Notícias revelam que ambas as partes estão insatisfeitas com o desempenho da joint venture.
Em 3 de março de 2017, a Nestlé e a Coca-Cola concordaram em dissolver a BPW a partir de 1º de janeiro de 2018. Nesse acordo, a Nestlé ofereceu à Coca-Cola uma licença para a fabricação e distribuição do Nestea no Canadá, Espanha, Portugal, Andorra, Romênia, Hungria e Bulgária. Nos demais países membros do empreendimento, a Coca-Cola deixou de produzir ou distribuir o Nestea.

## Mercados da BPW
Os negócios da BPW cobrem 52 mercados que abrangem a Europa (incluindo Rússia), Canadá, Austrália, Hong Kong, Taiwan e Macau.
Na Europa, a BPW cuida dos negócios do Nestea na Albânia, Andorra, Armênia, Áustria, Bielorrússia, Bélgica, Bósnia e Herzegovina, Bulgária, Croácia, Chipre, República Tcheca, Dinamarca, Estônia, Finlândia, França, Alemanha, Grécia, Hungria, Islândia, Irlanda, Itália, Kosovo, Letônia, Liechtenstein, Lituânia, Luxemburgo, Macedônia, Malta, Moldávia, Mônaco, Montenegro, Holanda, Noruega, Polônia, Portugal, Romênia, Rússia, San Marino, Sérvia, Eslováquia, Eslovênia, Espanha, Suécia, Suíça, Ucrânia, Reino Unido e Cidade do Vaticano.
No resto do mundo, a Nestlé supervisiona diretamente os negócios da Nestea.

## BPW e seus parceiros de engarrafamento
A BPW trabalha em colaboração com os parceiros engarrafadores da Coca-Cola, responsáveis pela produção, embalo, distribuição e comercialização do Nestea em seus mercados. Seus principais parceiros de engarrafamento são Coca-Cola European Partners (CCEP), Coca-Cola Hellenic Bottling Company (CCHBC), Coca-Cola Refreshments Canada (CCRC), Coca-Cola Amatil (Aust) Pty Ltd, Swire Coca-Cola Taiwan e Swire Beverages Limited (Hong Kong).